# William Shepperd Ashe
William Shepperd Ashe (* 14. September 1814 in Rocky Point, Pender County, North Carolina; † 14. September 1862 bei Wilmington, North Carolina) war ein US-amerikanischer Politiker. Zwischen 1849 und 1855 vertrat er den Bundesstaat North Carolina im US-Repräsentantenhaus.

## Werdegang
William Ashe war Mitglied einer bekannten Politikerfamilie. Er war der jüngere Bruder des Kongressabgeordneten John Baptista Ashe (1810–1857) aus Tennessee und ein Neffe des gleichnamigen Abgeordneten für North Carolina, John Baptista Ashe (1748–1802). Der Kongressabgeordnete Thomas Samuel Ashe (1812–1887) war sein Cousin. Er besuchte die öffentlichen Schulen in Fayetteville und danach das Trinity College in Hartford (Connecticut). Anschließend bewirtschaftete Ashe eine Plantage, auf der Reis angebaut wurde. Nach einem Jurastudium und seiner 1836 erfolgten Zulassung als Rechtsanwalt begann er im New Hanover County zu praktizieren.
Ashe wae Mitglied der Demokratischen Partei. Bei den Präsidentschaftswahlen des Jahres 1844 war er einer der Wahlmänner von James K. Polk. Zwischen 1846 und 1846 gehörte er dem Senat von North Carolina an. Bei den Kongresswahlen des Jahres 1848 wurde Ashe im siebten Wahlbezirk von  North Carolina in das US-Repräsentantenhaus in Washington, D.C. gewählt, wo er am 4. März 1849 die Nachfolge von James Iver McKay antrat. Nach zwei Wiederwahlen konnte er bis zum 3. März 1855 drei Legislaturperioden im Kongress absolvieren. Seit 1853 vertrat er dort als Nachfolger von Alfred Dockery den dritten Wahlkreis seines Staates. Von 1851 bis 1853 war er Vorsitzender des Wahlausschusses. Seine Zeit als Kongressabgeordneter war von den Diskussionen im Vorfeld des Bürgerkrieges geprägt. Dabei ging es vor allem um die Frage der Sklaverei und die Rechte der Einzelstaaten. Ashe war selber Sklavenhalter. Im Jahr 1854 verzichtete Ashe auf eine weitere Kandidatur.
Seit 1854 war Ashe Präsident der Wilmington & Weldon Railroad Company. Diesen Posten bekleidete er bis zu seinem Tod. Zwischen 1859 und 1861 war er noch einmal Mitglied im Staatssenat. 1860 war er Delegierter zur Democratic National Convention in Charleston. Ein Jahr später gehörte er einer Versammlung zur Überarbeitung der Staatsverfassung von North Carolina an. Zu Beginn des Bürgerkrieges wurde William Ashe Major im Heer der Konföderation. Dabei war er für den Transport von Nachschubgütern verantwortlich. Er starb bei einem Eisenbahnunfall am 14. September 1862 in der Nähe von Wilmington.